# A.L.I.C.E.
A.L.I.C.E. — віртуальний співрозмовник, програма, здатна вести діалог з людиною природною мовою. Вона створена за принципом першої програми-співрозмовника, Елізи, і використовує техніку евристичного зіставлення фрази користувача зі зразками в базі знань. A.L.I.C.E. — одна з кращих в своєму роді, вона тричі (у 2000, 2001, 2004 роках) ставала переможцем премії Лобнера. Попри це, ні A.L.I.C.E., ні інші програми не можуть поки пройти тесту Тьюринга.

## Створення
Аліса спочатку створювалася Річардом Уоллесом;вона з'явилася 23 листопада 1995 року it «came to life» 23 листопада, 1995.. Програма була переписана в Java, 1998 року. Нинішнє втілення реалізації Java — це програма D. Програма використовує XML-схему, що називається AIML (Artificial Intelligence Markup Language) для визначення правил евристичного спілкування.
Як повідомляється, код Аліси доступний як відкрите джерело.

## Список використаної літератури
- Henderson, Harry (2007). Artificial intelligence: mirrors for the mind. New York: Infobase Publishing. ISBN 1604130598. OCLC 166421367. Архів оригіналу за 23 грудня 2016. Процитовано 22 травня 2018.
- Thompson, Clive (7 липня 2002). Approximating Life. Magazine. The New York Times. Архів оригіналу за 16 червня 2013. Процитовано 30 серпня 2013.